# روزا مينغا
روزا مينغا (من مواليد 7 أغسطس 1992) طبيبة وسياسية إيطالية. انتخبت كعضو في حركة الخمس نجوم وعضو في مجلس النواب منذ 2018.

## السيرة الشخصية
ولدت مينغا في فوجيا وتدربت كطبيبة. في عام 2017 شاركت في برنامج الألعاب شاين ريأكشن وفازت بأكثر من 100،000 يورو. انتخبت لعضوية مجلس النواب في الانتخابات العامة 2018.
تم طردها من حزبها في 19 فبراير 2021 لعدم التصويت بسرية في حكومة دراجي.